# Ферма (Фастівський район)
Ферма́ — село Бишівської сільської громади Фастівського району Київської області. Розташоване за 9 км від с. Бишів. Орган місцевого самоврядування — Бишівська сільська рада.
Площа населеного пункту — 83,7 га. Населення — 9 осіб. Кількість дворів — 18.

## Історія
Під назвою Ферма Фузика при с. Чорногородці зафіксована під час перепису населення 1897 року. Тоді там було 17 дворів і мешкало 113 осіб. Пізніше хутір мав назву Чорногородська Ферма, яка зберігалася за ним до 1959 року, коли було ліквідовано Бишівський район. Тут діяла початкова школа, працював відділок тваринницької ферми.
У період Німецько-радянської війни в навколишніх лісах у районі Лубського і Ферми базувались партизани 4-го батальйону Київського з'єднання.